# Bennie Stout
Bennie Stout is een Nederlandse Sinterklaasfilm uit 2011. De film werd geregisseerd door Johan Nijenhuis. De film is opgenomen in het Zuiderzeemuseum. In het najaar van 2011 zagen meer dan 217.000 bezoekers de film in de bioscoop.

## Verhaal
In de jaren 1930 houden Bennie Stout en Roderick, het vervelende zoontje van de burgemeester, een straatrace in trapauto's. Door hun roekeloosheid, maar ook door het feit dat Roderick Bennie's auto heeft gesaboteerd, moeten mensen opzij springen, vallen mensen in het water, of laten ze dingen vallen. Bennie krijgt de schuld. Intussen is Bennie's moeder met haar andere zoon, Steven, naar de haven gegaan om Bennie's vader op te halen, maar ze krijgen te horen dat hij nog in Spanje zit om daar te werken.
Bennie wil graag naar zijn vader. Hij ontdekt dat Roderick in het Grote Boek van Sinterklaas staat, als stout kind dat in de zak naar Spanje moet. Hij verandert de naam in de zijne, en dikt tegenover de Sint zijn wangedrag aan, zodat hij naar Spanje mag. Zo wordt hij met andere kinderen gevangen gehouden op de boot van de Sint, om na pakjesavond mee te gaan naar Spanje. De Sint ontdekt echter wat er aan de hand is en laat Bennie vrij; die gaat echter terug naar de boot en vermomt zich als Piet. Hij wordt niet ontmaskerd, maar wordt aangezien voor leerling-Piet en ingezet als hulpje. Het valt hem niet mee op daken te klimmen en in schoorstenen af te dalen.
Als uitkomt dat Roderick zijn naam in het Grote Boek heeft uitgewist, laat de Sint alsnog Roderick ophalen. Zijn moeder stribbelt wat tegen, maar zijn vader respecteert het gezag van de Sint en heeft er begrip voor dat hun zoon gestraft moet worden. Roderick springt van de boot om te ontsnappen en op bevel van Sinterklaas springen alle Pieten in het water (omdat ze nou eenmaal allemaal Piet heten) om hem van verdrinking te redden. Hij mag dan naar huis om bij te komen. Behalve Roderick zijn ook alle Pieten ziek geworden van de duik in het koude water, en pakjesavond dreigt niet door te gaan. De andere stoute kinderen redden de zaak door de Sint te helpen met pakjes rondbrengen en worden dan vrijgelaten. De Sint regelt dat Bennie's vader met de trein overkomt uit Spanje. Bij zijn vertrek naar Spanje besluit Sinterklaas dat hij nooit meer stoute kinderen mee naar Spanje zal nemen.

## Rolverdeling
| Acteur              | Personage               |
| ------------------- | ----------------------- |
| Febe Bakema         | Hadewich                |
| Marijn Bekkenk      | Steven Stout            |
| Merel Boot          | Sophie                  |
| Koert-Jan de Bruijn | Willem                  |
| Koen Dobbelaer      | Benjamin (Bennie) Stout |
| Diederik Ebbinge    | Burgemeester            |
| Wilbert Gieske      | Schipeigenaar           |
| Bram van der Vlugt  | Sinterklaas             |
| Bas Keijzer         | Hoofdpiet               |
| Bianca Krijgsman    | Bakker                  |
| Pieter Lossie       | Roderick                |
| Irene Moors         | Juf                     |
| Julian Ras          | Wout                    |
| Plien van Bennekom  | Winifred                |
| Remon van Dijk      | Ollie                   |
| Hanna Verboom       | Rietje                  |
| Sebastian Wulff     | Agent De Bruin          |
| Yahya Gaier         | Groteboekenpiet         |

## Soundtrack
Van de film werd op 1 oktober 2011 ook een album uitgebracht met liedjes uit de film. Op 19 november 2011 kwam het album binnen op nummer 88 in de Nederlandse Album Top 100.

### Hitnotering

#### NederlandseAlbum Top 100
| Hitnotering: 19-11-2011 | Hitnotering: 19-11-2011 | Hitnotering: 19-11-2011 |
| Week:                   | 1                       |                         |
| ----------------------- | ----------------------- | ----------------------- |
| Positie:                | 88                      | uit                     |